# Vilande figur i två delar III
Vilande figur i två delar III, ofta bara kallad Vilande figur, är en skulptur av Henry Moore. Skulpturen beställdes 1961 till Göteborg av Charles Felix Lindbergs donationsfond. Henry Moore, som kände till Göteborgs omgivningar, föreslog att verket skulle placeras på en höjd i Delsjön. Stadsfullmäktige motsatte sig dock detta och skulpturen kom istället att 1963 placeras vid Lilla dammen i Slottsskogen. Där stod den fram till 2012 då skulpturen plockades bort för renovering. Den hade utsatts för brytskador och klotter och man befarade att den skulle förstöras eller stjälas, varför den i december 2015, efter att konserveringsarbetet var klart, placerades i entrén till Göteborgs konstmuseum.
Skulpturen, som är gjuten i brons, består av två fristående, rundade och perforerade delar, placerade intill varandra vilket skapar en abstrakt form av en vilande kvinnogestalt, men som även kan påminna om ett landskap eller klippformationer.